# Rhacochelifer andreinii
Espèce
Rhacochelifer andreinii est une espèce de pseudoscorpions de la famille des Cheliferidae.

## Distribution
Cette espèce est endémique de Libye. Elle se rencontre vers Zlitan.

## Publication originale
- Beier, 1954 : Einige neue Pseudoscorpione aus dem Genueser Museum. Annali del Museo Civico di Storia Naturale di Genova, vol. 66, p. 324-330.